# The Awesomes
Les Awesomes (The Awesomes) est une série d'animation de comédie américaine en trente épisodes de 22 minutes diffusée entre le 1er août 2013 et le 3 novembre 2015 sur Hulu.
Doublée au Québec, elle est diffusée à partir du 8 avril 2015 dans le bloc Télétoon la nuit sur Télétoon,. Elle reste inédite dans les autres pays francophones.

## Fiche technique
Sauf indication contraire, les informations mentionnées dans cette section peuvent être confirmées par la base de données cinématographiques IMDb,  présente dans la section « Liens externes ».
- Titre québécois : Les Awesomes
- Titre original : The Awesomes
- Réalisation : Sean Coyle et Jason Shwartz
- Scénario : Seth Meyers, Michael Shoemaker, Ben Warheit, David Parker, Judd Winick, Dan Levy, Dan Mintz, Alison Bennett, Josh Weinstein, Alex Baze et Josh Meyers
- Musique : Michael Tavera
- Direction artistique : Aaron Hawkins et Jason Shwartz
- Montage : Kris Fitzgerald, Mark McJimsey, John Damien Ryan, Brad Lee Zimmerman, Sean Coyle, Leo Papin, Daniel Earley, Mark Seymour et Yoonah Yim
- Animation : Aaron Hawkins, Jason Shwartz et Don MacKinnon
- Production : Dan Levy, Katy Jenson, Judd Winick et David SanAngelo
  - Producteur délégué : Scott D. Greenberg, Joel Kuwahara, Mark McJimsey, Seth Meyers, Lorne Michaels, Janelle Momary, Michael Shoemaker, Andrew Singer, Brendan Countee, Dan Mintz et Charlotte Koh
  - Producteur associé : Seranie A. Manoogian, Erica Schechter, Sarah Immelt et Bryan Nigh
  - Producteur de l'animation : Evan Adler, Craig Hartin et Ashley Kohler
  - Coproducteur : Ben Warheit
- Sociétés de production : Broadway Video, Sethmaker Shoemeyers Productions et Bento Box Entertainment
- Société de distribution : Mill Creek Entertainment
- Chaîne d'origine : Hulu
- Pays d'origine :  États-Unis
- Langue originale : anglais
- Genre : comédie
- Durée : 22 minutes

## Distribution

### Acteurs originaux

#### Acteurs principaux
- Ike Barinholtz : Muscleman
- Taran Killam : Frantic
- Bobby Lee : Sumo
- Seth Meyers : Prock
- Paula Pell : Gadget Gal
- Emily Spivey : la concierge
- Kenan Thompson : l'impresario
- Josh Meyers : Perfect Man
- Rashida Jones : Hotwire
- Bobby Moynihan : Larry le Téléporteur
- Bill Hader : Dr Malocchio

#### Acteurs récurrents et invités
- Steve Higgins : M. Awesome
- Rachel Dratch : Joyce Mandrake
- Cecily Strong : la mère de Tim
- Will Forte : Malocchio Jr.
- Amy Poehler : Jaclyn Stone
- Maya Rudolph : Lady Malocchio
- David Herman
- Charlie Adler
- Kate McKinnon : Lola Gold
- Colin Quinn : Jeff Apelstein
- John Lutz
- Gary Anthony Williams
- Michelle Wolf
- Ben Warheit
- Tress MacNeille
- Nasim Pedrad : Latonna
- Fred Armisen : Jeffrey Kaplan
- Dan Mintz : Bystander
- Vanessa Bayer : Dr Jill Stein-Awesome-Kaplan
- Andy Samberg : le gaufrier belge
- Noël Wells : Cait Walker
- Aidy Bryant
- Tina Fey : l'avocate
- Chris Kattan : Indiana Johnson
- Jack McBrayer : Villain-Tine
- Leslie Jones
- John Roberts

### Doublage québécois

#### Acteurs principaux
- Sébastien Delorme : Muscleman
- Hugolin Chevrette : Frantic
- Philippe Martin : Sumo / Perfect Man / Tim
- Rémi-Pierre Paquin : Prock
- France Castel : Gadget Gal
- Mariloup Wolfe : Concierge
- Didier Lucien : Impressario
- Anaïs Favron : Hotwire
- Pierre Lebeau : Dr Malocchio

#### Acteurs récurrents et invités
- Marc-André Bélanger : Monsieur Awesome
- Aline Pinsonneault : Joyce Mandrake (S1)
- Catherine Bonneau : Joyce Mandrake (S2-3)

 Source et légende : version québécoise (VQ) sur Doublage.qc.ca

## Épisodes

### Saison 1 (2013)
1. Pilot, Part 1
2. Pilot, Part 2
3. Baby Got Backstory
4. No Mo' Sumo
5. It's a Mad Mad Parallel World
6. Robotherapy
7. Paternity
8. Pageant
9. The Super-Hero Awards, Part 1
10. The Super-Hero Awards, Part 2

### Saison 2 (2014)
1. Hotwire's Funeral
2. People vs. Perfect Man
3. Destination Deading
4. Tim Goes to School
5. The Awesomes' Awesome Show
6. Made Man
7. Secret Santa
8. Euro-Awesomes
9. Day of Awesomes, Part 1
10. Day of Awesomes, Part 2

### Saison 3 (2015)
1. Seaman's Revenge
2. Villain-Tine's Day
3. Les Miserawesomes
4. Awesomes for Hire
5. Indiana Johnson and the Nazi Granddaughters
6. The Dames of Danger
7. The Awesomes Reloaded
8. The GayFather
9. Super(hero) Tuesday
10. The Final Showdown